# Marcel Cressot
Pour les articles homonymes, voir Cressot.
Marcel Cressot (1896-1961) est un linguiste stylistique français. Il a été professeur de philologie à l'université de Nancy. Son ouvrage Le style et ses techniques a été réédité treize fois.

## Décorations
Commandeur de l'ordre des Palmes académiques (1957)

## Ouvrages
- La phrase et le vocabulaire dans J.-K. Huysmans, 1938, Droz (Prix Saintour en 1940).
- Le style et ses techniques, 1947, Presses Universitaires de France (Prix Saintour en 1948).
- Musique pour deux saisons, 1957, Subervie.